# Muhlenbergia duthieana
Muhlenbergia duthieana är en gräsart som beskrevs av Eduard Hackel. Muhlenbergia duthieana ingår i släktet muhlygräs, och familjen gräs. Inga underarter finns listade i Catalogue of Life.